# Тхумба
Тхумба (англ. Thumba Equatorial Rocket Launching Station, TERLS) — малый индийский космодром, открывшийся в 1963 году. Используется ISRO преимущественно для запуска метеорологических ракет.
Космодром расположен в штате Керала, недалеко от экватора, на самом юге Индии, прямо на берегу Индийского океана, в черте города Тривандрам. Однако несмотря на его расположение вплотную к городской застройке, запуски ракет не создают угроз населению, поскольку производятся в сторону океана.
Именно здесь начинал свою космическую деятельность один из основоположников космонавтики Индии, а потом — её президент, Абдул Калам.